# Sabrina Island
Sabrina Island är en ö i Antarktis. Den ligger i havet utanför Östantarktis. Nya Zeeland gör anspråk på området. Arean är 0,40 kvadratkilometer.